# 111-й гвардейский истребительный авиационный полк
111-й гвардейский истребительный авиационный Сталинградский Краснознамённый полк (111-й гв. иап) — воинская часть Военно-воздушных сил (ВВС) Вооружённых Сил РККА, принимавшая участие в боевых действиях Великой Отечественной войны.

## Наименования полка
За весь период своего существования полк несколько раз менял своё наименование:
- 13-й истребительный авиационный полк ВВС РККА;
- 13-й истребительный авиационный Сталинградский полк;
- 111-й гвардейский истребительный авиационный Сталинградский полк;
- 111-й гвардейский истребительный авиационный Сталинградский Краснознамённый  полк;
- 111-й гвардейский авиационный Сталинградский Краснознамённый полк истребителей-бомбардировщиков;
- 375-я отдельная гвардейская вертолётная Сталинградская Краснознамённая эскадрилья;
- 396-й отдельный гвардейский вертолётный Сталинградский Краснознамённый полк;
- Полевая почта 21844.

## Создание полка
111-й гвардейский истребительный авиационный Сталинградский полк образован 24 августа 1943 года путём переименования 13-го истребительного авиационного полка в гвардейский за образцовое выполнение боевых задач и проявленные при этом мужество и героизм на основании Приказа НКО СССР.

## В действующей армии
В составе действующей армии:
- с 24 августа 1943 года по 11 мая 1945 года, всего 626 дней.

|  | ЛаГГ-3 | Ла-5 | Ла-7 |

## Командиры полка

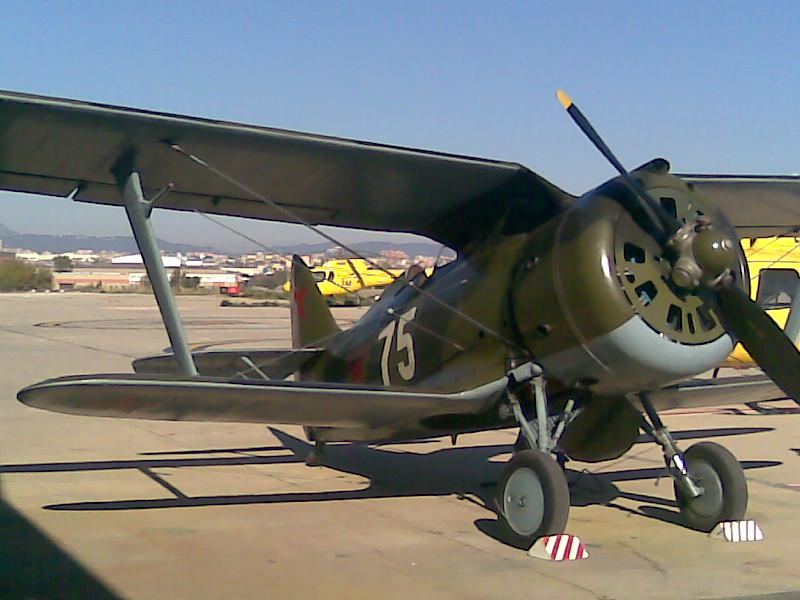
Самолёт И-153

- майор Юдаков Алексей Павлович[3], 10.1939 — 05.07.1941
- капитан Копачев Иван Сергеевич (погиб)[3], 12.07.1941 — 09.1941
- майор Лышков Яков Константинович[3], 09.1941 — 04.05.1943
- майор Наумов Петр Изотович[3], 10.05.1943 — 12.1943
- майор Ходарев Василий Михайлович[3], 15.12.1943 — 13.01.1944
- майор Шварев Александр Ефимович[3], 16.01.1944 — 25.03.1944
- майор, подполковник Холодов Иван Михайлович[3], 25.03.1944 —08.1944
- майор Мухин Михаил Васильевич[3], 04.09.1944 — 21.02.1945
- подполковник Холодов Иван Михайлович[3], 25.02.1945 — 1946
- подполковник Скоморохов, Николай Михайлович, 11.1949 — 04.1952[4]

## В составе соединений и объединений
| Период        | Фронт (округ)               | армия                | корпус                                 | дивизия                                             | примечание |
| ------------- | --------------------------- | -------------------- | -------------------------------------- | --------------------------------------------------- | --- |
| 24.08.1943 г. | Воронежский фронт           | 2-я воздушная армия  | 10-й истребительный авиационный корпус | 10-я гвардейская истребительная авиационная дивизия | Ла-5 |
| 20.10.1943 г. | 1-й Украинский фронт        | 2-я воздушная армия  | 10-й истребительный авиационный корпус | 10-я гвардейская истребительная авиационная дивизия | Ла-5 |
| 05.08.1944 г. | 4-й Украинский фронт        | 8-я воздушная армия  | 10-й истребительный авиационный корпус | 10-я гвардейская истребительная авиационная дивизия | Ла-5 |
| 02.11.1944 г. | 4-й Украинский фронт        | 8-я воздушная армия  | 10-й истребительный авиационный корпус | 10-я гвардейская истребительная авиационная дивизия | Полк убыл в Тулу на переучивание на Ла-7, 4 экипажа на Ла-5 в составе 113-го гв. иап выполнило 34 боевых вылета |
| 01.03.1945 г. | 4-й Украинский фронт        | 8-я воздушная армия  | 10-й истребительный авиационный корпус | 10-я гвардейская истребительная авиационная дивизия | Ла-7 |
| 08.05.1946 г. | Прикарпатский военный округ | 14-я воздушная армия | 10-й истребительный авиационный корпус | 10-я гвардейская истребительная авиационная дивизия | Ла-7 |
| 10.01.1949 г. | Прикарпатский военный округ | 57-я воздушная армия | 52-й истребительный авиационный корпус | 10-я гвардейская истребительная авиационная дивизия | Ла-7 |
| 15.10.1952 г. | Центральная группа войск    | 59-я воздушная армия |                                        | 10-я гвардейская истребительная авиационная дивизия | Ла-11, Парндорф, Австрия                                                                                        |
| 19.08.1955 г. | Киевский военный округ      | 69-я воздушная армия |                                        | 10-я гвардейская истребительная авиационная дивизия | МиГ-15, МиГ-17, Великая Круча, Полтавская область                                                               |
| 28.02.1959 г. | Киевский военный округ      | 69-я воздушная армия |                                        | 138-я истребительная авиационная дивизия            | МиГ-17, Великая Круча, Полтавская область                                                                       |
| 18.06.1960 г. | Киевский военный округ      | 69-я воздушная армия |                                        | 138-я истребительная авиационная дивизия            | полк переформирован в истребительно-бомбардировочный, МиГ-17, Великая Круча, Полтавская область                 |
| 25.04.1961 г. | Киевский военный округ      | 69-я воздушная армия |                                        |                                                     | полк переформирован в отдельную вертолётную эскадрилью, Ми-4                                                    |
| 20.06.1961 г. | Киевский военный округ      | 69-я воздушная армия |                                        |                                                     | полк переформирован в отдельный вертолётный полк, Ми-4                                                          |
| 1970 г.       | Южная группа войск          |                      |                                        |                                                     | Ми-4 |

## Участие в операциях и битвах

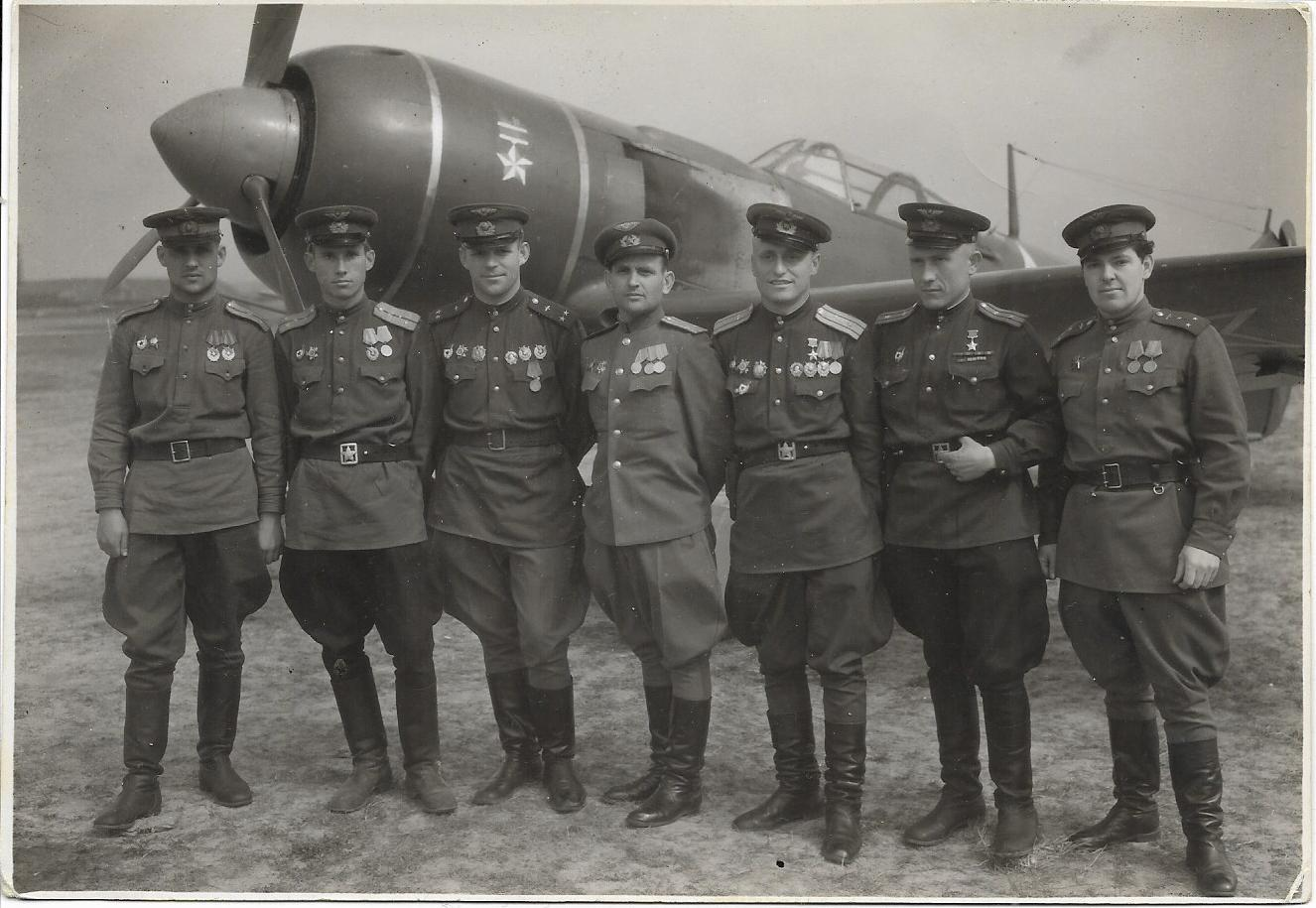
Лётчики 111 Сталинградского гвардейского иап. Первый справа — В. Н. Чулков, третий справа — П. А. Гнидо (1945 г.)

- Курская битва[6] — с 21 июля 1943 года по 23 августа 1943 года
- Изюм-Барвенковская наступательная операция — с 21 июля 1943 года по 27 июля 1943 года
- Белгородско-Харьковская операция[6]- с 3 августа 1943 года по 23 августа 1943 года
- Донбасская операция — в период с 13 августа 1943 года по 22 сентября 1943 года
- Днепровская воздушно-десантная операция — в период с 23 сентября 1943 года по 13 ноября 1943 года
- Запорожская операция — в период с 10 октября 1943 года по 14 октября 1943 года
- Киевская операция — в период с 3 ноября 1943 года по 22 декабря 1943 года
- Корсунь-Шевченковская операция[6] — в период с 24 января 1944 года по 17 февраля 1944 года
- Никопольско-Криворожская наступательная операция — в период с 30 января 1944 года по 29 февраля 1944 года
- Проскуровско-Черновицкая наступательная операция[6] — в период с 4 марта 1944 года по 17 апреля 1944 года
- Одесская наступательная операция — в период с 26 марта 1944 года по 14 апреля 1944 года
- Львовско-Сандомирская операция[6] — в период с 13 июля 1944 года по 29 августа 1944 года
- Ясско-Кишинёвская операция — в период с 20 августа 1944 года по 29 августа 1944 года
- Карпатско-Дуклинская операция — в период с 8 сентября 1944 года по 28 октября 1944 года
- Восточно-Карпатская операция[6] — в период с 8 сентября 1944 года по 28 октября 1944 года
- Западно-Карпатская операция[6] — в период с 12 января 1945 года по 18 февраля 1945 года
- Моравско-Остравская наступательная операция[6] — в период с 10 марта 1945 года по 5 мая 1945 года
- Пражская операция[6] — в период с 6 мая 1945 года по 11 мая 1945 года

## Награды
За образцовое выполнение боевых заданий командования при овладении городом Оломоуц и проявленные при этом доблесть и мужество 111-й гвардейский истребительный авиационный Сталинградский полк 4 июня 1945 года Указом Президиума Верховного Совета СССР награждён орденом «Боевого Красного Знамени»

## Благодарности Верховного Главнокомандующего

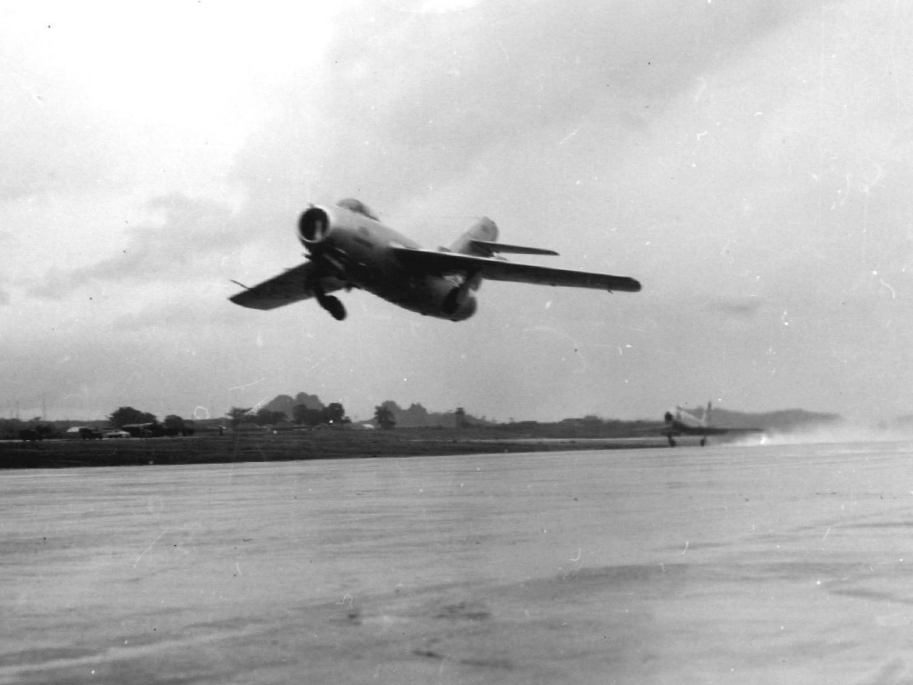
МиГ-15

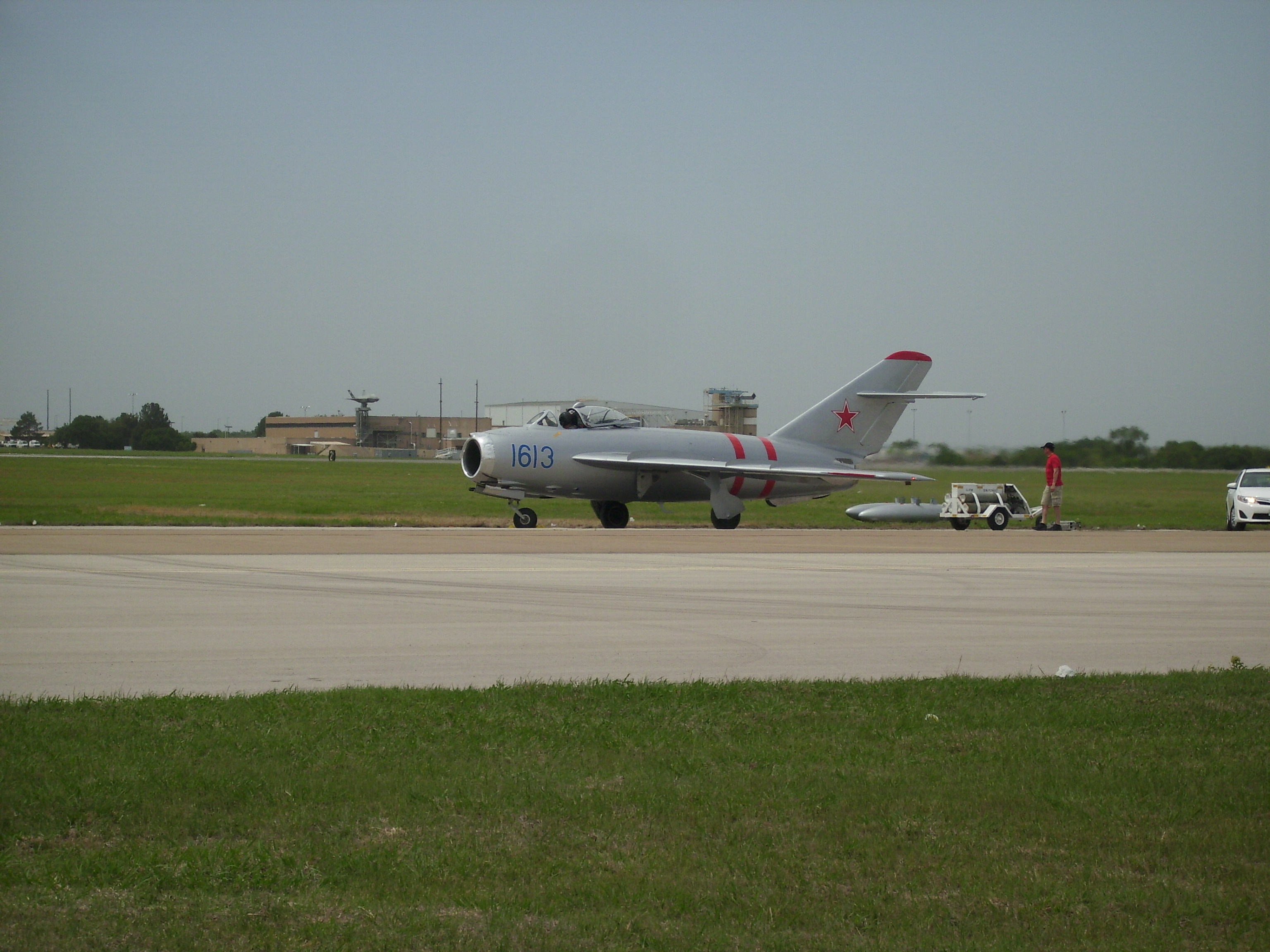
МиГ-17

Верховным Главнокомандующим объявлены благодарности дивизии:
- За овладение столицей Украины городом Киев[8]
- За овладение городами Чехословакии Керешмэзе (Ясина), Рахов и крупными населёнными пунктами Чертижне, Белька, Поляна, Руске, Льгота, Ужок, Нижни Верецки, Заломиска, Пилипец, Голятин, Торуна, Надбочко и в Северной Трансильвании городом Сигет[9]
- За овладение городами Ясло и Горлице[10]
- За овладение городом Попрад[11]
- За овладение овладение городом Бельско[12]
- За овладение городом Опава[13]
- За овладение городами Моравска-Острава, Жилина[14]
- За овладение городом Оломоуц[15]

## Герои Советского Союза и России
- Гнидо Петр Андреевич, лейтенант, командир эскадрильи 13-го истребительного авиационного полка 201-й истребительной авиационной дивизии 2-го смешанного авиационного корпуса 8-й воздушной армии Указом Президиума Верховного Совета СССР 1 мая 1943 года удостоен звания Герой Советского Союза. Золотая Звезда № 1003
- Губанов Алексей Алексеевич, капитан, командир эскадрильи 13-го истребительного авиационного полка 201-й истребительной авиационной дивизии 2-го смешанного авиационного корпуса 4-й воздушной армии Указом Президиума Верховного Совета СССР 24 августа 1943 года удостоен звания Герой Советского Союза. Золотая Звезда № 1241
- Горелов Сергей Дмитриевич, капитан, заместитель командира эскадрильи 111-го гвардейского истребительного полка 10-й гвардейской истребительной авиационной дивизии 10-го истребительного авиационного корпуса 2-й воздушной армии 26 октября 1944 года удостоен звания Героя Советского Союза. Золотая Звезда № 4495
- Гребенёв Аркадий Дмитриевич, капитан, штурман 111-го гвардейского истребительного полка 10-й гвардейской истребительной авиационной дивизии 10-го истребительного авиационного корпуса 2-й воздушной армии 26 октября 1944 года удостоен звания Героя Советского Союза. Золотая Звезда № 4496
- Игнатьев Михаил Трофимович, лейтенант, заместитель командира эскадрильи 13-го истребительного авиационного полка 201-й истребительной авиационной дивизии 2-го смешанного авиационного корпуса 4-й воздушной армии Указом Президиума Верховного Совета СССР 24 августа 1943 года удостоен звания Герой Советского Союза. Золотая Звезда № 1119
- Маснев Алексей Никанорович, капитан, командир эскадрильи 13-го истребительного авиационного полка 201-й истребительной авиационной дивизии 2-го смешанного авиационного корпуса 4-й воздушной армии Указом Президиума Верховного Совета СССР 24 августа 1943 года удостоен звания Герой Советского Союза. Золотая Звезда № 3354
- Мурашкин Яков Андреевич, капитан, командир эскадрильи 111-го гвардейского истребительного полка 10-й гвардейской истребительной авиационной дивизии 10-го истребительного авиационного корпуса 2-й воздушной армии 23 февраля 1945 года удостоен звания Героя Советского Союза. Золотая Звезда № 7921
- Наумов Пётр Изотович, майор, командир 13-го истребительного авиационного полка 201-й истребительной авиационной дивизии 2-го смешанного авиационного корпуса 4-й воздушной армии Северо-Кавказского фронта, удостоен звания Герой Советского Союза 24 августа 1943 года.
- Новожилов Иван Васильевич, майор, помощник по воздушно-стрелковой службе командира 13-го истребительного авиационного полка 201-й истребительной авиационной дивизии 2-го смешанного авиационного корпуса 8-й воздушной армии Указом Президиума Верховного Совета СССР 24 августа 1943 года удостоен звания Герой Советского Союза. Золотая Звезда № 1101
- Шварёв Александр Ефимович, генерал-майор авиации в отставке, командир 111-го гвардейского истребительного полка 10-й гвардейской истребительной авиационной дивизии 10-го истребительного авиационного корпуса 2-й воздушной армии 11 октября 1995 года удостоен звания Героя Российской Федерации. Золотая Звезда Героя России № 231

## Статистика боевых действий
Всего за годы Великой Отечественной войны полком:
| Выполнено боевых вылетов | Сбито самолётов в воздухе | Уничтожено самолётов всего |
| ------------------------ | ------------------------- | -------------------------- |
| 9651                     | 433                       | 448                        |

Свои потери:
| Потеряно самолётов, всего | Погибло лётчиков всего |
| ------------------------- | ---------------------- |
| 181                       | 86                     |

## Базирование полка

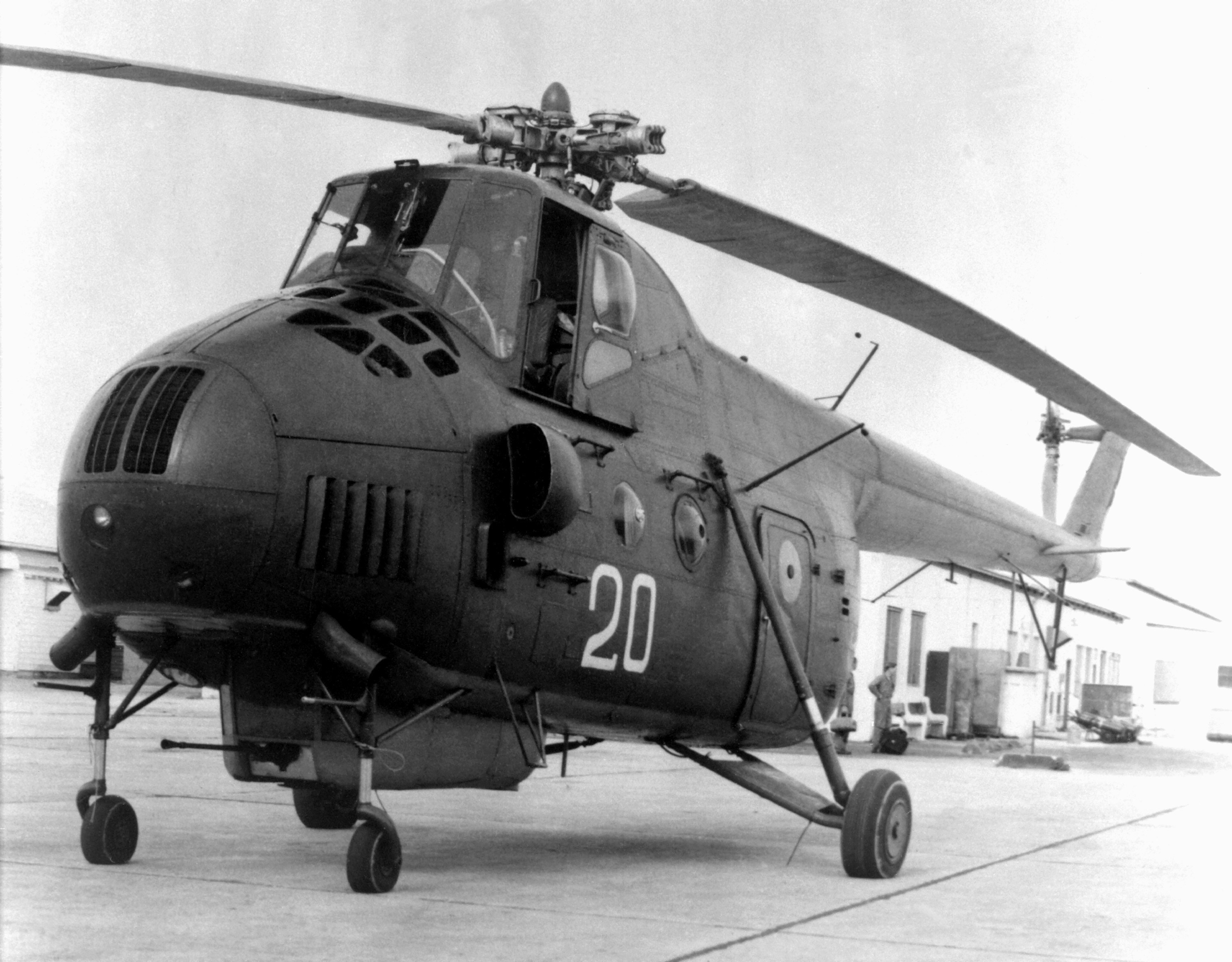
Ми-4

- Бенешов, Чехословакия, 05.1945 — 08.1945
- Нестеров, Львовская область, 08.1945 — 10.1952
- Парндорф, Австрия, 10.1952 — 08.1955
- Великая Круча Полтавская область, 08.1955 — 04.1961
- Умань, Черкасская область, 04.1961
- Калоча, Венгрия

## Самолёты на вооружении
| Период      | Самолёты  |
| ----------- | --------- |
| 1939 — 1941 | И-16      |
| 1940 — 1941 | И-153     |
| 1940 — 1941 | МиГ-3     |
| 1941 — 1942 | ЛаГГ-3    |
| 1941 — 1942 | Як-1      |
| 1942 — 1945 | Ла-5      |
| 1945 — 1949 | Ла-7      |
| 1949 — 1951 | Ла-11     |
| 1951 — 1954 | МиГ-15бис |
| 1954 — 1961 | МиГ-17    |
| 1961 —      | Ми-4      |

## Переформирование полка
- В связи с появлением нового рода Фронтовой авиации в ВВС — истребительно-бомбардировочной авиации, 18 июня 1960 года полк переформирован в авиационный полк истребителей-бомбардировщиков
- 25 апреля 1961 года полк переформирован в 375-ю гвардейскую отдельную вертолётную эскадрилью
- На базе вертолётной эскадрильи 20 июня 1961 года развернут вертолётный полк.